# Stropešín
Stropešín es una localidad del distrito de Třebíč, en la región de Vysočina, República Checa. Tiene una población estimada, a principios del año 2021, de 126 habitantes.
Está ubicada al sureste de la región, cerca de la orilla de los ríos Jihlava y Svratka (cuenca hidrográfica del Danubio), y de la frontera con Austria y la región de Moravia Meridional.